# Deroplatys truncata
Espèce
Deroplatys truncata est une espèce d'insectes de la famille des Deroplatyidae (ordre des Mantodea).

## Répartition
Cette espèce se rencontre en Asie. Elle est présente en Malaisie (péninsule malaise, Sumatra, Java et Bornéo), en Nouvelle-Guinée et à Singapour.

## Biotope
Comme les autres espèces du genre Deroplatys, cette espèce s’observe, dans les forêts tropicales primaires et secondaires, dans un biotope naturellement chaud et humide. Elle se rencontre sur les troncs d’arbres, les branches et les feuilles mortes, les arbustes, à proximité du sol et sur la litière.

## Description
Comme toutes les autres espèces du genre Deroplatys, Deroplatys truncata adopte une stratégie de cryptisme des feuilles mortes mais l'expansion pronotale de cette espèce est plus large que celle de toutes les autres espèces du genre. Sa couleur, imitant celle d'une feuille morte, est généralement d'un jaune verdâtre et brunâtre mais des formes marron rosé ou marron orangé peuvent être rencontrées.
Le mâle mesure de 33,0 à 52,7 mm de longueur pour 68,3 à 68,9 mm d'envergure et la femelle mesure de 45,0 à 71,9 mm de longueur pour 66,6 à 79,9 mm d'envergure.
La tête est transverse avec les yeux coniques et un peu pointus. 
Le corselet est allongé par une membrane. Celle-ci est très large en arrière avec un bord postérieur tronqué presque droit avec les côtés arrondis. Elle est insensiblement rétrécis vers la tète où elle vient se terminer par une petite sinuosité. Cette membrane donne au corselet une forme conique et le rend un peu plus long que large. 
Le pronotum des femelles porte une paire de taches sub-opaques, une de chaque côté de l'expansion pronotale. Il est très grand et large et en forme de cloche.
Les élytres sont allongées avec les côtés rabattus plus larges que le dessus et arrondis en arrière. Les ailes sont noires avec les nervures transverses d'un blanc jaunâtre. Leur extrémité est d'un jaune obscur et est brusquement rétrécie en une petite queue qui dépassent les élytres lorsqu'elles sont repliées. 
Chez la femelle, Les élytres présentent une aire costale en forme de demi cercle marquée de jaunâtre sur les deux tiers supérieurs et de rosâtre tachetée de brun sur le tiers inférieur avec quelques zébrures présentes vers l'apex au niveau de l'aire discoïdale. Les ailes membraneuses arborent une large zone brune sur un fond rosâtre en partant de la zone jugale et qui s’achève aux deux tiers de l’aile. Leurs nervures sont marquées de blanc surtout au niveau de l’aire anale. Les marges supérieures des ailes sont rosâtres au moins au niveau des veines radiales et costales et cette coloration descend sur l’aire anale en se mélangeant au blanc des nervures. 
Les mâles possèdent des élytres marron plus sombres dans l’aire costale et éclaircis dans les aires anales et discoïdales par de larges taches plus claires. Les ailes membraneuses sont
hyalines avec juste l’aire discoïdale et l’apex assombris.
Les fémurs antérieures sont orangés et portent une grosse tache noire en dessous, ainsi que des zébrures. Les quatre fémurs postérieurs sont garnis à leur extrémité et en arrière de lobes préapicaux constitués d'une assez large membrane irrégulièrement dentelée. L’apex du fémur est blanchâtre et les épines marginales du coxa sont blanches.
L'abdomen est large et rhomboïdal. Il est un peu dentelé sur les côtés et porte un petit appendice de chaque côté de l'anus. 

## Éthologie
Les femelles se livrent à des stridulations lors de manifestations de surprise

### Reproduction
Lors de l'accouplement, le mâle est généralement assez entreprenant et s'il s’approche prudemment de la femelle en remuant ses antennes, il finit par lui sauter littéralement dessus. Le mâle reste un ou deux jours au maximum sur la femelle et ce, y compris après la copulation. Ensuite, il s’enfuit en sautant brusquement du dos de la femelle. 
La femelle mettra entre 28 et 40 jours pour pondre une première oothèque d'une largeur comprise entre 14 et 20 mm pour une longueur variant de 20 à 36 mm. Les femelles Deroplatys produisent normalement de trois à cinq oothèques et potentiellement six chez Deroplatys truncata. Après une incubation variant entre 28 et 78 jours, de 20 à 80 jeunes sortent des oothèques.

### Cycle de vie
La durée de vie de Deroplatys truncata est de 150 à 232 jours pour la femelle.

### Mécanismes de défense
Cette espèce a une coloration et une forme de feuille morte qui lui permet de se camoufler par simple immobilisme.  
Face à un danger potentiel elle peut feindre la mort (état de thanatose) et se laisser tomber au sol. La  mante se retrouve alors sur le dos avec les pattes repliées contre le corps et reste ainsi un certain temps. Puis, elle se redresse brusquement et se met à courir ou même à sautiller avec des sortes de culbutes de façon à complexifier une capture éventuelle. 
Si elle se sent menacée, Deroplatys truncata, comme toutes les espèces du genre, peut déployer ses ailes et ses pattes ravisseuses afin de paraître plus grande et plus imposante. Cette manœuvre d'intimidation ou parade déimatique consiste à découvrir les colorations vives des ailes et des pattes (mimétisme  ostensible).

## Deroplatys truncataet l'Homme
Cette espèce peut faire l'objet d'élevage bien que délicat.

## Systématique
L'espèce Deroplatys truncata a été décrite en 1843 par l'entomologiste français Félix Édouard Guérin-Méneville sous le protonyme Choeradodis truncata.
Deroplatys truncata a pour synonymes :
- Choeradodis truncata Guérin-Méneville, 1843
- Deroplatys shelfordi Kirby, 1903
- Deroplatys siccifolium Saussure, 1870

### Publication originale
- (fr) F.-E. Guérin-Méneville, Souvenirs d'un voyage dans l'Inde exécuté de 1834 à 1839. Seconde Partie, Histoire Naturelle, 1843 (p.65 - Pl. 15)